# 縉皇居
縉皇居（英語：Ocean Pointe），位於香港新界荃灣區深井深慈街8號，由嘉里建設發展，於2000年建築完成及入伙，共有3座住宅樓宇，提供557個住宅單位。

## 屋苑資料
- 住宅座數：3座
- 各座層數：48層
- 入伙年份：2000年
- 單位總數：557 個

## 設施
屋苑設有住客會所，設施包括泳池、健身室、兒童遊樂室、桑拿浴室、燒烤場、壁球場、網球場、3人籃球場、乒乓球室、桌球室、卡拉OK房、舞蹈室及宴會廳。